# Flacourtiaceae
Flacourtiaceae foi uma antiga família de plantas com flor, cujo antigos membros foram redistribuídos por várias famílias, especialmente Achariaceae, Samydaceae (agora parte das Salicaceae) e Salicaceae.
A família era descrita de maneira tão vaga que dificilmente algo que fosse nela colocada pareceria fora do lugar, tendo-se tornado num "táxon lixeira" para géneros anómalos e estranhos, tornando a família cada vez mais heterogénea.
Em 1975, Hermann Sleumer disse que "Flacourtiaceae como família era uma ficção, apenas as tribos são homogéneas."
No sistema de Cronquist, a família inclui 89 géneros e mais de 800 espécies. Destas, muitas, incluindo o género-tipo Flacourtia, foram transferidas para a família Salicaceae, no sistema APG II, classificação baseada em estudos de filogenia molecular. Na lista de géneros apresentado aqui, a família Salicaceae tem uma definição ampla. Alguns taxonomistas, dividem a família em Salicaceae sensu stricto, Scyphostegiaceae e Samydaceae.

## Géneros
Géneros anteriormente colocados na família Flacourtiaceae (família actual entre parêntesis)
| - Abatia - (Salicaceae) - Aberia - (Salicaceae) - Aphaerema - (Salicaceae) - Azara - (Salicaceae) - Banara - (Salicaceae) - Bartholomaea - (Salicaceae) - Barteria - (Passifloraceae) - Bembicia - (Salicaceae) - Bennettiodendron - (Salicaceae) - Berberidopsis - (Berberidopsidaceae) - Buchnerodendron - (Achariaceae) - Byrsanthus - (Salicaceae) - Calantica - (Salicaceae) - Caloncoba - (Achariaceae) - Camptostylus - (Achariaceae) - Carrierea - (Salicaceae) - Casearia - (Salicaceae) - Chiangiodendron - (Achariaceae) - Dioncophyllum - (Dioncophyllaceae) - Dissomera - (Salicaceae) - Dovyalis - (Salicaceae) - Erythrospermum - (Achariaceae) - Euceraea - (Salicaceae) | - Flacourtia - (Salicaceae) - Gerrardina - (Gerrardinaceae) - Gynocardia - (Achariaceae) - Hasseltia - (Salicaceae) - Hasseltiopsis - (Salicaceae) - Hecatostemon - (Salicaceae) - Hemiscolopia - (Salicaceae) - Homalium - (Salicaceae) - Hydnocarpus - (Achariaceae) - Idesia - (Salicaceae) - Itoa - (Salicaceae) - Kiggelaria - (Achariaceae) - Laetia - (Salicaceae) - Lasiochlamys - (Salicaceae) - Lindackeria - (Achariaceae) - Ludia - (Salicaceae) - Lunania - (Salicaceae) - Macrohasseltia - (Salicaceae) - Mocquerysia - (Salicaceae) - Neopringlea - (Salicaceae) - Neoptychocarpus - (Salicaceae) - Olmediella - (Salicaceae) - Oncoba - (Salicaceae) | - Ophiobotrys - (Salicaceae) - Osmelia - (Salicaceae) - Pangium - (Achariaceae) - Phyllobotryon - (Salicaceae) - Phylloclinium - (Salicaceae) - Pineda - (Salicaceae) - Pleuranthodendron - (Salicaceae) - Poliothyrsis - (Salicaceae) - Priamosia - (Salicaceae) - Prockia - (Salicaceae) - Pseudoscolopia - (Salicaceae) - Pseudosmelia - (Salicaceae) - Ryania - (Salicaceae) - Ryparosa - (Achariaceae) - Samyda - (Salicaceae) - Scolopia - (Salicaceae) - Tetrathylacium - (Salicaceae) - Tisonia - (Salicaceae) - Trichadenia - (Achariaceae) - Trimeria - (Salicaceae) - Xylosma - (Salicaceae) - Xylotheca - (Achariaceae) - Zuelania - (Salicaceae) |